# Anopheles freetownensis
Anopheles freetownensis är en tvåvingeart som beskrevs av Evans 1925. Anopheles freetownensis ingår i släktet Anopheles och familjen stickmyggor. Inga underarter finns listade i Catalogue of Life.